# Edmond Picard
Edmond Picard, född 15 december 1836, död 19 februari 1924, var en belgisk rättslärd och författare.
Picard var ursprungligen advokat och senare professor vid universitetet i Bryssel, men är mest känd som skönlitterär författare, främst med Scènes de la vie judiciaire (1881). Han utgav även författningssamlingen Pandectes belges (från 1878) och grundade 1885 en tidskrift för domstolspraxis, Journal des tribunaux.